# 3. Arrondissement (Marseille)
Das 3. Arrondissement ist ein Arrondissement (Stadtbezirk) der südfranzösischen Stadt Marseille. 2008 lebten hier 45.515 Menschen.

## Lage und Stadtviertel
Es liegt in der Innenstadt Marseilles. Im Norden grenzt es an das 13. (Berührungspunkt), 14. und 15. Arrondissement. Im Osten grenzt es ans 4. im Süden ans 1. und im Westen ans 2. Arrondissement. 
Das Stadtviertel Saint-Mauront ist laut dem Journalisten und Buchautor Philippe Pujol der Teil von Marseille, der am stärksten von Armut betroffen ist. So befindet sich hier die lange vernachlässigte Anlage mit Sozialwohnungen Îlot Gaillard. Durch die Sanierungen in der Regierungszeit von Bürgermeister Jean-Claude Gaudin wurden viele einkommensschwache Bewohner vom 2. Arrondissement ins 3. Arrondissement abgedrängt.
Das Arrondissement unterteilt sich in vier Stadtviertel:
- La Belle-de-Mai
- Saint-Lazare
- Saint-Mauront
- La Villette

## Bevölkerungsentwicklung
| Jahr      | 1968  | 1975  | 1982  | 1990  | 1999  | 2008  |
| Einwohner | 53633 | 45431 | 42198 | 42414 | 41707 | 45515 |

## Verkehr
Hier befindet sich der Bahnhof Marseille-Saint-Charles.

## Kultur
Unter den fünf Theatern des Arrondissements genießt das von Richard Martin gegründete Théâtre Toursky besonderen Ruhm, auf dem Programm des Hauses ist auch das Festival International de Flamenco de Marseille. In der ehemaligen Tabakfabrik wurde ab 1994 das Centre interrégional de conservation et de restauration du patrimoine (CIRP) eingerichtet.

## Religion
Vier römisch-katholische Kirchen stehen Gläubigen offen, diese sind Belle-de-Mai, Bon-Pasteur, Saint-Lazare und Saint-Mauront. Muslime finden im Arrondissement drei Moscheen für das Gebet.